# Firefly (Archie Comics)
Firefly, il cui vero nome è Harley Hudson, è un supereroe dei fumetti, creato da Harry Shorten (testi) e Bob Wood (disegni), pubblicata dalla MLJ Comics nel 1940. È apparso per la prima volta in Top-Notch Comics n. 8.
Il disegnatore Warren King e lo scrittore Joe Blair hanno realizzato molti degli episodi di Firefly.

## Biografia del personaggio
Il vero nome di Firefly è Harley Hudson, entomologo e chimico. Harley scopre che gli insetti posso sollevare masse maggiori del proprio peso non per la legge del cubo quadrato ma grazie alla loro capacità di coordinare i muscoli. Egli apprende tale abilità e si scopre in grado di svolgere imprese incredibili. Indossa poi un costume e assume il nome di Firefly.
Come Black Hood, un altro supereroe della MLJ, Firefly non possiede alcun vero superpotere ma è solo un uomo dotato di grandi abilità fisiche e mentali naturali. L'innamorata di Harley Hudson è la giornalista Joan Burton. La professione giornalistica è molto comune tra i personaggi femminili dei fumetti MLJ.
Barbara Sutton, la fiamma di Black Hood, e Jane Barlowe, la fiamma di Wizard, erano entrambe giornaliste. Non si può inoltre scordare che anche Lois Lane, l'innamorata di Superman, era una giornalista. Firefly fu un pilastro dei Top-Notch Comics fino al fascicolo n. 28, quando la MLJ trasformò la collana di fumetti di supereroi in collana di fumetti comici.
La popolarità dei supereroi tramontò alla fine degli anni quaranta. Firefly apparve raramente dagli anni quaranta, e quando ritornò per un breve periodo negli anni sessanta aveva acquisito la capacità di brillare proprio come l'insetto da cui aveva preso il nome.